# Миролюбненська (пам'ятка природи)
Миролю́бненська — комплексна пам'ятка природи місцевого значення в Україні. Розташована в межах Миролюбненської сільської громади Хмельницького району Хмельницької області, на околицях села Новоселиця.
Площа 90,7 га. Статус присвоєно згідно з рішенням сесії обласної ради від 28.09.1995 року № 67-р. Перебуває у віданні: Миролюбненська сільська громада.